# Acmaturris ampla
Acmaturris ampla é uma espécie de gastrópode do gênero Acmaturris, pertencente a família Mangeliidae.